# Mac OS X v10.0
Mac OS X v10.0（代號為「Cheetah」，意为“獵豹”）是蘋果公司的桌面及伺服器作業系統MacOS X的首個主要版本（其前身分別於2012年稱為OS X及2016年稱為macOS）。該操作系統於2001年3月24日推出，售價為129美元。其前代的操作系統為Mac OS X公開測試版，而後代的是Mac OS X v10.1，代號為「美洲獅」（Puma）。
Mac OS X v10.0与Classic Mac OS截然不同，同时它是蘋果公司期待已久的下一代麥金塔作業系統。它引入了一個全新的代碼庫，該代碼庫與Mac OS 9以及所有以前的蘋果公司操作系統完全分開。Mac OS X引入了与Darwin類似的類Unix系統核心以及全新的記憶體管理系統。这一版本被證明是Mac OS X系列中艱難的開始，儘管缺少功能，且存在性能問題。但從完整性和整體操作系統穩定性的角度而言，它仍然是處於操作系統的起步階段中的良好開始。Mac OS X 10.2至10.8所發行的版本与其后的版本（10.9及以后）不同，后者沒有使用以大型貓科動物為主題的代號。

## 系统需求
麥金塔系統社區對Mac OS X 10.0的系统需求並不滿意，因为當時麥金塔電腦的RAM標準為64MB，而Mac OS X 10.0的需求是128MB。此外，它不支援過時的G3Power Macintosh之前電腦上非常流行的處理器升級卡（而且從來沒有正式出現過，但是可以透過第三方應用程式使它運作）。另外，新的操作系統需要更多的硬盤空間，從而導致啟動時間更長。
- 支援的電腦：Power Macintosh G3、G3 B&W、Power Mac G4（英语：Power Mac G4）、Power Mac G4 Cube、iMac、PowerBook G3（英语：PowerBook G3）、PowerBook G4、iBook。
- 內存容量的要求：128MB（非正式地最低要求為64MB）
- 可用硬盤空間：1,500MB（最小安裝為800MB）

## 新特點
- Dock – Dock是Mac OS X使用者界面上應用程式的一種新的組織方式，並且与在以前的Mac OS系統中啟動應用程式的一種傳統方法有所不同。
- Mach — 在開放軟件基金會的Mach內核[2]是Mac OS X的XNU內核的一部分，從Mac OS X的技術角度來看，這是最大的變化之一。
- 终端機 — 終端功能容許進入Mac OS X基礎的功能，即Unix核心。Mac OS以前的獨特之處在於，它是作為少數完全沒有命令列界面的幾個操作系統之一。
- 郵件 — 電子郵件用戶端。
- 地址簿
- 文字編輯 — 全新撘載的文字處理器，以取代SimpleText（英语：SimpleText）。
- 全面的搶佔式多任務處理支援，這是Mac上期待已久的功能。
- PDF支援（從任何應用程式都可創建PDF文件）。
- Aqua UI — 新的使用者界面。
- 建立以Darwin為基礎，那是一個類Unix系統。
- OpenGL
- AppleScript
- 支援Carbon及Cocoa應用程式介面
- Sherlock — 桌面和網絡搜索引擎。
- 記憶體保護 — 記憶體保護，如果應用程式破壞了其記憶體，其他應用程式的記憶體也不會被損壞。

## 版本历史
| Mac OS X 版本 | 建造編號 | 發佈日期      |
| ------------- | -------- | ------------- |
| 10.0          | 4K78     | 2001年3月24日 |
| 10.0.1        | 4L13     | 2001年4月14日 |
| 10.0.2        | 4P12     | 2001年5月1日  |
| 10.0.3        | 4P13     | 2001年5月9日  |
| 10.0.4        | 4Q12     | 2001年6月21日 |

## 外部連結
- Mac OS X v10.0 review （页面存档备份，存于）